# Dicranomyia (Neolimnobia) immaculipes
Dicranomyia (Neolimnobia) immaculipes is een tweevleugelige uit de familie steltmuggen (Limoniidae). De soort komt voor in het Neotropisch gebied.